# Phidippus comatus
Phidippus comatus är en spindelart som beskrevs av George William Peckham och Elizabeth Maria Gifford Peckham 1901. Phidippus comatus ingår i släktet Phidippus och familjen hoppspindlar. Inga underarter finns listade i Catalogue of Life.